# Hans Rogel

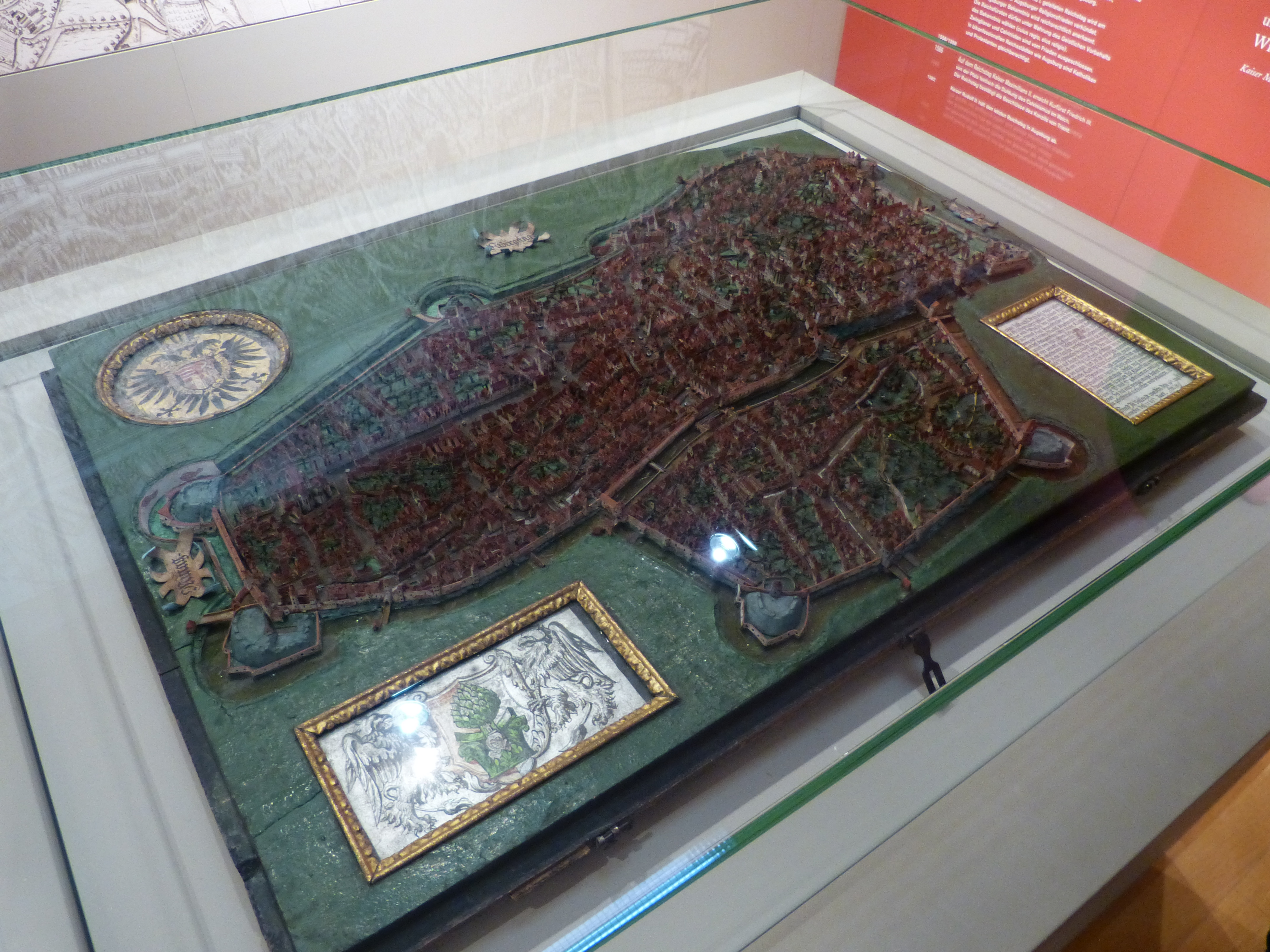
Rogels Stadtmodell von Augsburg (1560–1563)

Hans Rogel (* vermutlich um 1520 oder früher in Augsburg; † um 1592/1593 ebenda) war vorwiegend ein Lehrer, Zeichner, Formschneider und Kupferstecher, betätigte sich aber nebenher als Poet, Drucker und Verleger.

## Wirken
Sein Nachruhm stützt sich auf seine um 1565 entwickelte Augsburger Meilenscheibe. Das war eine praktische Übersicht für Reisende, welche Straßenverbindungen von einem angegebenen Hauptort zu anderen Städten auflistete. Allerdings war sie nicht die erste Meilenscheibe in der Neuzeit: Die Nürnberger Meilenscheibe von 1492 wird als älteste solcher Darstellungen angesehen.
Rogels Meilenscheibe war die erste mit der Idee des Hauptortes im Zentrum und wurde mehrmals nachgedruckt. Mit Augsburg als Mittelpunkt wurde die Wegstrecke zu verschiedenen deutschen und europäischen Handelsorten in 12 Sektoren kreisförmig angeordnet aufgeführt. Zwischen Augsburg und dem Ziel liegende Orte wurden abhängig vom zur Verfügung stehenden Platz mit den Meilenwerten angegeben. Er bediente sich dabei der Informationen aus dem Reisebüchlein des Augsburgers Jörg Gail von 1563.
Da Rogels erste Schrift 1539 datiert ist, kann das häufig genannte Geburtsdatum 1532 nicht stimmen.
Rogel veröffentlichte als „teutscher Schulhalter“ zuvor 1548 ein Lehrbuch über das Schreiben und 1551 auch ein Unterrichtsbüchlein zum Rechnen. 1559 ist Hans Rogel als vereidigter Gerichtswaibel am Stadtgericht, eine Art Gerichtsdiener, der Anordnungen des Gerichts ausführte, erwähnt. In den Jahren 1560/1563 schuf er ein maßstabsgerechtes Modell seiner Heimatstadt (heute im Augsburger Maximilianmuseum), das mit seinem gedruckten Stadtplan aus der Vogelschau einen guten Einblick in die damalige Reichsstadt eröffnet. Holzschnitte fertigte er für Flugblätter, Kalender, Glückwunschbilder, Pläne, Buchillustrationen und Schreibvorlagen an.

## Schriften
- Capital vnd Versal Buech, Allerhanndt Grosser vnd Kleiner Alphabeth. Zue den Haubtschrifften vnd Büechern, Deßgleichen in Canntzleyen vnnd gemein, zuegebrauchen ganntz zierlich geordiniert. [Augsburg 1568] (Digitalisat).